# Austrodaphnella torresensis
Austrodaphnella torresensis é uma espécie de gastrópode do gênero Austrodaphnella, pertencente a família Raphitomidae.